# سرگئی یورسکی
سرگئی یورسکی (به روسی: Серге́й Ю́рьевич Ю́рский؛ ۱۶ مارس ۱۹۳۵ – ۸ فوریهٔ ۲۰۱۹) بازیگر، کارگردان و فیلم‌نامه‌نویس اهل اتحاد جماهیر شوروی بود.
از جمله فیلم‌ها یا مجموعه‌های تلویزیونی‌ای که وی در آن‌ها نقش داشته‌است، می‌توان به عشق و کبوتر اشاره کرد.
وی همچنین برندهٔ جوایزی همچون نقاب زرین و هنرمند مردمی جمهوری شوروی فدراتیو سوسیالیستی روسیه شده‌بود.